# Trạng thái Bell
Các trạng thái Bell là một khái niệm trong ngành khoa học thông tin lượng tử và đại diện cho các ví dụ đơn giản nhất của sự vướng víu lượng tử. Nó được đặt tên theo John S. Bell vì nó là đối tượng trong bất đẳng thức Bell nổi tiếng của ông.  Một cặp EPR  là một cặp các qubit mà ở một trong những trạng thái Bell, nghĩa là, được vướng víu với nhau.  Không giống như hiện tượng cổ điển như trong các trường hạt nhân, điện từ, và hấp dẫn, sự vướng víu là bất biến theo khoảng cách của sự tách rời và không bị giới hạn tương đối tính như tốc độ ánh sáng.

## Các trạng thái Bell
Các trạng thái Bell là các trạng thái lượng tử được vướng víu tối đa của hai qubit riêng biệt. Các qubit thường được cho là tách biệt về không gian. Tuy nhiên, chúng thể hiện mối tương quan (hệ số tương quan) hoàn hảo mà không thể được giải thích nếu không có cơ học lượng tử.
Xét một ví dụ, với một trạng trái Bell {\displaystyle |\Phi ^{+}\rangle }, thể hiện trạng thái của 2 qubit:
{\displaystyle |\Phi ^{+}\rangle ={\frac {1}{\sqrt {2}}}(|0\rangle _{A}\otimes |0\rangle _{B}+|1\rangle _{A}\otimes |1\rangle _{B}).}
Qubit thứ nhất được giữ bởi người thứ nhất, gọi là Alice (ký hiệu là "A"), có thể là 0 hoặc 1; và qubit thứ hai được giữ bởi người thứ hai, gọi là Bob. Nếu Alice đo qubit của mình trong cơ sở tiêu chuẩn, kết quả nhận được hoàn toàn ngẫu nhiên một trong hai khả năng với xác suất 1/2. Nhưng nếu sau đó Bob đo qubit của mình (ký hiệu là "B"), kết quả sẽ giống như một trong những kết quả Alice thu được. Do vậy, nếu Bob đo, anh ấy cũng sẽ thu được kết quả ngẫu nhiên trong cái nhìn đầu tiên, nhưng nếu Alice và Bob liên lạc được với nhau thì họ sẽ tìm được ra rằng: mặc dù các kết quả dường như ngẫu nhiên nhưng chúng có tương quan với nhau.
Kết quả trên cho thấy dường như hai hạt "thỏa thuận" từ trước, khi cặp được tạo ra (trước khi các qubit bị tách ra), thì kết quả của chúng sẽ được thể hiện trong trường hợp của một phép đo. Do đó, theo Einstein, Podolsky, và Rosen vào năm 1935 trong "bài báo EPR" nổi tiếng của họ, có cái gì đó thiếu trong mô tả của cặp qubit đưa ra ở trên—cụ thể là "sự thỏa thuận" này, được gọi chính thức là biến ẩn.
Nhưng cơ học lượng tử cho phép các qubit ở trong trạng thái chồng chập lượng tử, nghĩa là đồng thời cả 0 và 1. Đó là, một tổ hợp tuyến tính của hai trạng thái cổ điển. Các trạng thái {\displaystyle |+\rangle ={\frac {1}{\sqrt {2}}}(|0\rangle +|1\rangle )} hoặc {\displaystyle |-\rangle ={\frac {1}{\sqrt {2}}}(|0\rangle -|1\rangle )} cũng có thể được dùng là hệ cơ sở biểu diễn trạng thái 2 qubit. Nếu Alice và Bob đã chọn cơ sở này để đo, nghĩa là kiểm tra xem qubit của họ là {\displaystyle |+\rangle } hay {\displaystyle |-\rangle }, họ sẽ tìm thấy các mối tương quan tương tự như trên. Đó là bởi vì trạng thái Bell có thể viết lại như sau:
{\displaystyle |\Phi ^{+}\rangle ={\frac {1}{\sqrt {2}}}(|+\rangle _{A}\otimes |+\rangle _{B}+|-\rangle _{A}\otimes |-\rangle _{B}).}
Lưu ý rằng biểu thức trên vẫn thể hiện cùng một trạng thái Bell của 2 qubit với biểu thức ban đầu.
John S. Bell đã cho thấy trong bài báo nổi tiếng của ông năm 1964 bằng cách sử dụng lập luận đơn giản của lý thuyết xác suất mà các mối tương quan không thể được hoàn hảo nếu sử dụng lập luận với khái niệm "sự thỏa thuận trước" (theo thuyết biến ẩn), tuy nhiên cơ học lượng tử dự đoán các mối tương quan hoàn hảo {\displaystyle 2{\sqrt {2}}}. Bell đã cho thấy thuyết biến ẩn là sai.
Có ba trạng thái khác của hai qubit riêng biệt cũng được coi như các trạng thái Bell và dẫn đến giá trị tối đa của {\displaystyle 2{\sqrt {2}}}. Bốn trạng thái Bell vướng víu được tối đa hai qubit là:
{\displaystyle |\Phi ^{+}\rangle ={\frac {1}{\sqrt {2}}}(|0\rangle _{A}\otimes |0\rangle _{B}+|1\rangle _{A}\otimes |1\rangle _{B})}
{\displaystyle |\Phi ^{-}\rangle ={\frac {1}{\sqrt {2}}}(|0\rangle _{A}\otimes |0\rangle _{B}-|1\rangle _{A}\otimes |1\rangle _{B})}
{\displaystyle |\Psi ^{+}\rangle ={\frac {1}{\sqrt {2}}}(|0\rangle _{A}\otimes |1\rangle _{B}+|1\rangle _{A}\otimes |0\rangle _{B})}
{\displaystyle |\Psi ^{-}\rangle ={\frac {1}{\sqrt {2}}}(|0\rangle _{A}\otimes |1\rangle _{B}-|1\rangle _{A}\otimes |0\rangle _{B}).}

## Phép đo trạng thái Bell
Phép đo Bell là một khái niệm quan trọng trong khoa học thông tin lượng tử, nó là một phép đo cơ học lượng tử chung của hai qubit mà sau khi đo, hệ hai qubit rơi về một trong bốn trạng thái Bell.
Nếu các qubit không ở một trạng thái Bell trước đó, chúng được chiếu vào một trạng thái Bell (theo quy tắc phép chiếu của các phép đo lượng tử), và vì các trạng thái Bell là vướng víu, một phép đo Bell là một toán tử vướng víu.
Phép đo trạng thái Bell là bước quan trọng trong việc viễn tải lượng tử. Kết quả của phép đo trạng thái Bell được sử dụng bởi cùng một ý đồ để tái tạo trạng thái ban đầu của một hạt viễn tải từ một nửa của một cặp vướng víu (các "kênh lượng tử").
Thí nghiệm sử dụng cái gọi là "diễn biến tuyến tính, phép đo địa phương", kỹ thuật không thể hiện thực hóa hoàn toàn một phép đo trạng thái Bell. Diễn biến tuyến tính nghĩa là dụng cụ phát hiện hoạt động trên mỗi hạt độc lập từ trạng thái hoặc diễn biến của hạt khác, và phép đo địa phương nghĩa là mỗi hạt được khoanh vùng tại một máy dò đặc biệt ghi danh "click" để chỉ rằng một hạt đã được tìm thấy. Nhiều thiết bị có thể được xây dựng, ví dụ, từ gương, bộ tách chùm tia sáng, và các tấm sóng, và rất hấp dẫn từ một quan điểm thực nghiệm vì chúng rất dễ sử dụng và có một thước đo chiều cao mặt cắt ngang.
Đối với sự vướng víu trong một biến qubit duy nhất, chỉ có ba lớp riêng biệt của bốn trạng thái Bell được phân biệt bằng cách sử dụng nhiều kĩ thuật quang học tuyến tính. Nghĩa là hai trạng thái Bell không thể được phân biệt với nhau, hạn chế hiệu quả của giao thức giao tiếp lượng tử như viễn tải. Nếu một trạng thái Bell được đo từ lớp không rõ ràng này, biến cố viễn tải vẫn thất bại.
Nói chung, đối với siêu vướng víu trong {\displaystyle n} biến, người ta có thể phân biệt giữa nhiều nhất {\displaystyle 2^{n+1}-1} lớp trong {\displaystyle 4^{n}} trạng thái Bell sử dụng kỹ thuật quang học tuyến tính.